# 彼爾姆2號站

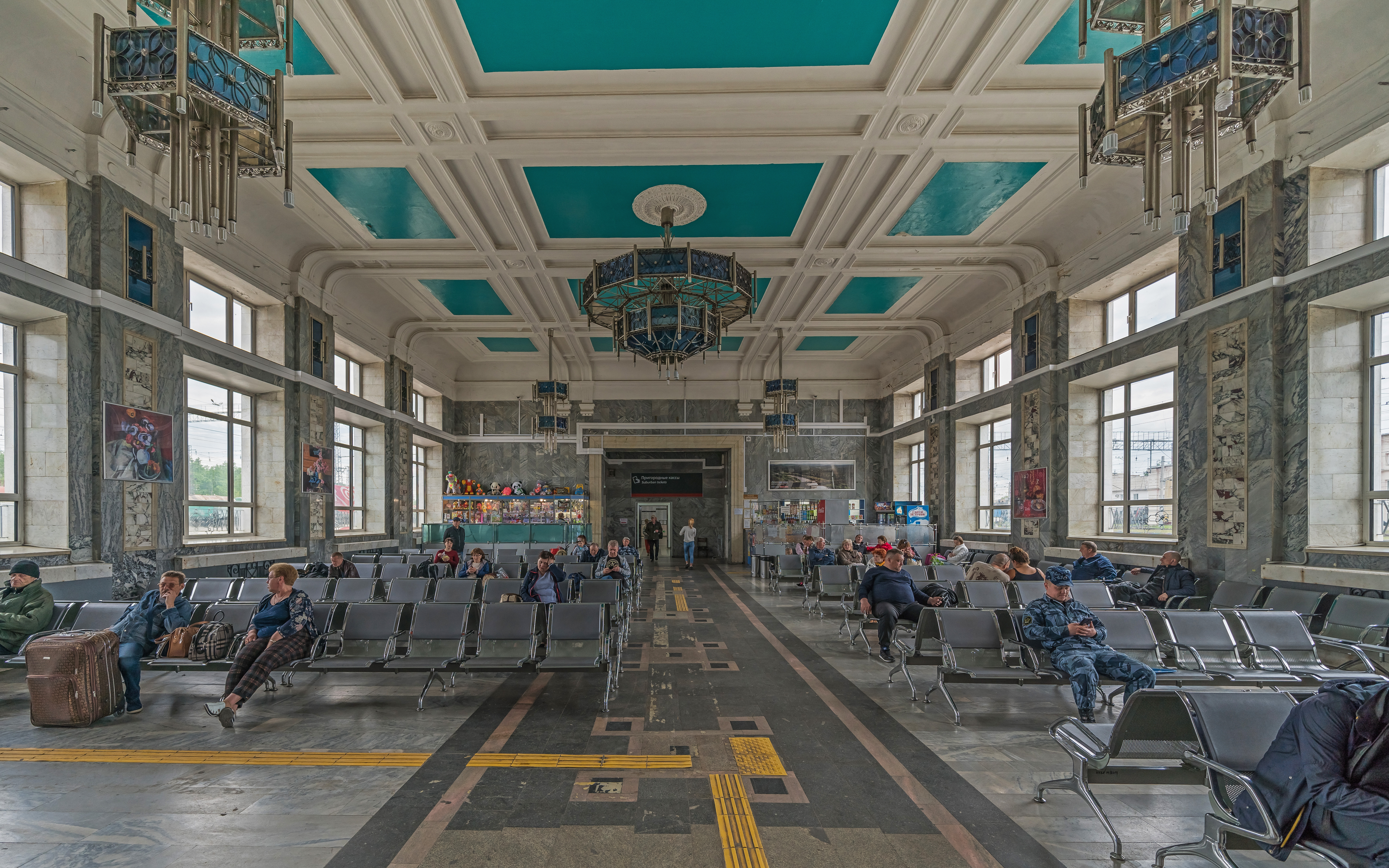
候車室

彼爾姆2號站（俄语：Пермь-II）是俄羅斯彼爾姆邊疆區首府彼爾姆的主要鐵路車站，於1899年啟用。

## 歷史
車站原名扎伊姆基站，1909年更名彼爾姆-扎伊姆基站。1910年4月18日再次更名為彼爾姆2號站，原彼爾姆站更名為彼爾姆1號站。因原車站無法應付不斷增加的客流量，現今的車站於1950年代開始重建，1963年完工。

## 列车
- 1（2）次列车（俄罗斯号）：海参崴 - 莫斯科
- 5（6）次列车：乌兰巴托 - 莫斯科
- 7（8）次列车（卡马号（俄语：Кама (поезд)））：彼尔姆 - 莫斯科
- 11（12）次列车（亚马尔号（俄语：Ямал (поезд)））：新乌连戈伊（俄语：Новый Уренгой (станция)） - 莫斯科
- 13（14）次列车（新库兹涅茨克号）：新库兹涅茨克（俄语：Новокузнецк (станция)） - 圣彼得堡
- 37（38）次列车（托木斯克人号）：托木斯克（俄语：Томск-II） - 莫斯科
- 63（64）次列车：新西伯利亚 - 明斯克
- 67（68）次列车：阿巴坎（俄语：Абакан (станция)） - 莫斯科
- 69（70）次列车：赤塔 - 莫斯科
- 71（72）次列车（德米多夫快车（俄语：Демидовский экспресс））：叶卡捷琳堡 - 圣彼得堡
- 73（74）次列车：秋明（俄语：Тюмень (станция)） - 圣彼得堡
- 83（84）次列车（北乌拉尔号（俄语：Северный Урал (поезд)））：普利欧伯（俄语：Приобье (станция)） - 莫斯科
- 91（92）次列车：北贝加尔斯克（俄语：Северобайкальск (станция)） - 莫斯科
- 99（100）次列车：海参崴 - 莫斯科
- 103（104）次列车：新西伯利亚 - 布列斯特
- 109（110）次列车：新乌连戈伊（俄语：Новый Уренгой (станция)） - 莫斯科
- 142Е（142С）次列车（塔夫里号）：彼尔姆 - 辛菲罗波尔
- 145（146）次列车：车里雅宾斯克 - 圣彼得堡
- 191（192）次列车：车里雅宾斯克 - 圣彼得堡（季节性）
- 325（326）次列车：彼尔姆 - 新罗西斯克（俄语：Новороссийск (станция)）
- 353（354）次列车：彼尔姆 - 阿德勒（俄语：Адлер (станция)）
- 591（592）次列车：普利欧伯（俄语：Приобье (станция)） - 彼尔姆 - 阿纳帕（俄语：Анапа (станция)）（季节性）

因疫情暂停运行：
- 3（4）次列车：北京 - 莫斯科
- 19（20）次列车（东方号）：莫斯科 - 北京